# Jagadish Shettar
Jagadish Shettar (ur. 17 grudnia 1955) – indyjski prawnik i polityk, działacz Indyjskiej Partii Ludowej.

## Życiorys
Urodził się w Kerur. Ukończył JG Commerce College w Hubli oraz JSS College na Karnataka University w Dharwad. Przez 20 lat prowadził praktykę adwokacką. Działał w organizacjach Akila Bharat Vidyarthi Parishat oraz Swayam Sevak. W 1994 po raz pierwszy został wybrany do Zgromadzenia Ustawodawczego Karnataki. Reelekcję uzyskiwał w 1999, 2004 oraz 2008. W 1999 objął funkcję lidera opozycji w izbie. W 2006 został ministrem ds. dochodów w rządzie stanowym. Od 2008 do 2009 był spikerem karnatackiego parlamentu. Od 17 listopada 2009 był ministrem rozwoju obszarów wiejskich stanu, od 12 lipca 2012 natomiast premierem Karnataki. W wyniku przegranej BJP w wyborach stanowych (maj 2013) złożył dymisję. 15 maja 2013 został liderem opozycji w Zgromadzeniu Ustawodawczym stanu.
Jest żonaty (od 1984), ma dwoje dzieci.